# Ana Šimić
Ana Šimić (Gradačac, 5. svibnja 1990.) je hrvatska atletičarka. Natječe se u disciplini skok u vis. Osobni rekord joj iznosi 199 cm i njega je postavila 17. kolovoza 2014. na Europskom prvenstvu u Zürichu. S tim rezultatom je osvojila brončanu medalju što joj je, uz zlatnu medalju na Mediteranskim igrama 2013. u gradu Mersinu, najvažniji rezultat u karijeri.
Trenutno nije članica nijednog atletskog kluba.